# Sara Edström
Sara Edström, född 1968 i Luleå, är en svensk konstnär. Hon arbetar sedan många år med skulptur i betong och brons och har flera offentliga verk på olika platser i Norrbotten. Sedan 2006 driver hon Galleri Syster i Luleå tillsammans med bland andra Anja Örn. Ekström har arbetat som producent för Luleåbiennalen, och länskonsthallen Havremagasinet i Boden, som verksamhetsutvecklare för Konstfrämjandet i Västerbotten och är sedan 2019 ordförande för Konstnärernas Riksorganisation i Sverige där hon arbetar aktivt för bättre villkor för landets bildkonstnärer. Edström är även verksam som sångare och musikproducent under namnet Mid Life Crisis Pop Songs. År 2017 var hon redaktör för boken Konst för alla, utgiven av Konstfrämjandet.